# Morisel
Morisel (picardisch: Morisi) ist eine nordfranzösische Gemeinde mit 475 Einwohnern (Stand 1. Januar 2022) im Département Somme in der Region Hauts-de-France. Die Gemeinde liegt im Arrondissement Montdidier, ist Teil der Communauté de communes Avre Luce Noye und gehört zum Kanton Moreuil.

## Geographie
Morisel liegt am linken (westlichen) Ufer der Avre unmittelbar anschließend an Moreuil an der Départementsstraße D14.

## Geschichte
Der Ort wird erstmals 936 als Moriselum genannt. 
Er wurde im Ersten Weltkrieg im März 1918 völlig zerstört. Er erhielt als Auszeichnung das Croix de guerre 1914–1918. Der Wiederaufbau begann 1920.

## Einwohner
| 1962 | 1968 | 1975 | 1982 | 1990 | 1999 | 2006 | 2010 |
| ---- | ---- | ---- | ---- | ---- | ---- | ---- | ---- |
| 430  | 455  | 443  | 451  | 430  | 429  | 526  | 524  |

## Verwaltung
Bürgermeister (maire) ist seit 2006 Claude Flamand.

## Sehenswürdigkeiten
- Der vom Volksbund Deutsche Kriegsgräberfürsorge betreute deutsche Soldatenfriedhof Morisel mit 2640 Bestattungen.[1]